# 마에다 마사루 (희극인)
마에다 마사루(일본어: 前田 勝, 1965년 4월 3일 ~ )는 일본의 희극인이며, 코미디 그룹 티업의 일원이다.